# Кантрев

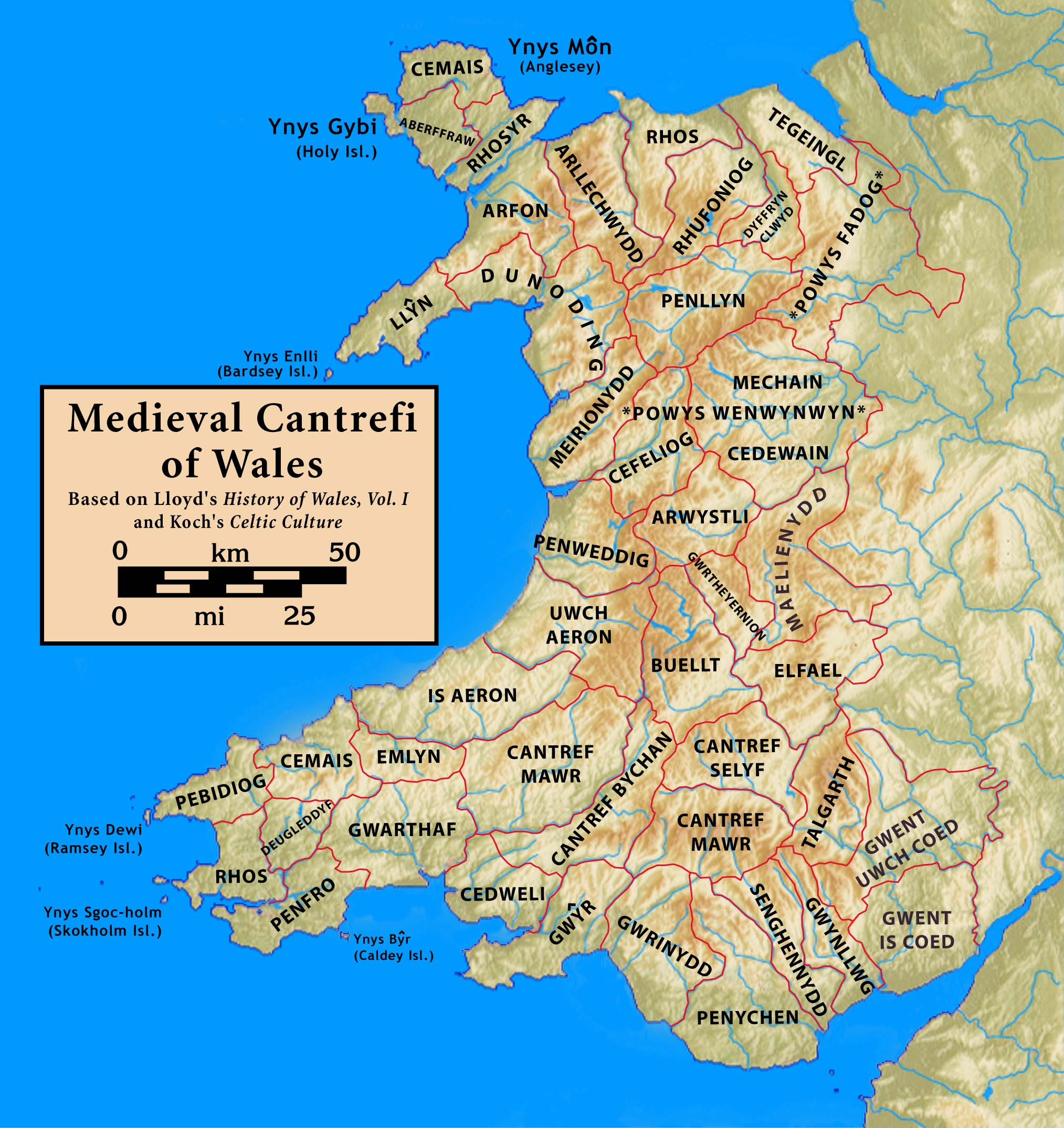
Кантревы средневекового Уэльса из книги Джона Эдварда Ллойса (John Edward Lloyds)

Ка́нтрев (валл. cantref, ['kantrɛv], традиционное английское название — hundred) — единица административного деления средневекового Уэльса, игравшая центральную роль в организации системы правосудия согласно валлийским законам.
В Средние века весь Уэльс делился на кантревы, а те, в свою очередь, на коммоты (cymydau, ед. ч. cwmwd). Слово «кантрев» составлено из двух корней: cant 'сто' и tref. Слово tref в современном валлийском языке значит «небольшой город», но раньше оно обозначало гораздо меньшую область (что сохраняется в современном валлийском слове pentref — оно обозначает простую деревню, но дословно значит «центр tref'а»). Предполагается, что деление на кантревы предшествовало делению на коммоты. Размер кантревов мог быть разным: большинство делилось на два-три коммота, но в крупнейший кантрев — Кантрев Маур, или Большой Кантрев, — в Истрад-Тиви (ныне графство Кармартеншир) входили семь коммотов. Представление о среднем размере кантрева даёт тот факт, что остров Англси делился на три кантрева: Кемайс, Аберфрау и Росир.
Деление на кантревы играло особую роль в отправлении правосудия. В каждом кантреве был свой суд, представлявший собой собрание uchelwyr, «благородных», то есть крупнейших землевладельцев кантрева. Председательствовал на суде король или его представитель. Кроме судей, в суде присутствовали секретарь, привратник и (если необходимо) два профессиональных адвоката. Суд кантрева рассматривал дела о преступлениях, проведении границ и наследстве. Позже многие функции суда кантрева перешли к суду коммота, и в некоторых областях названия коммотов известны куда лучше, чем названия кантревов.

## Список кантревов

### Гвинед
- Кемайс (Cemaes)
- Аберфрау (Aberffraw)
- Росир (Rhosyr)
- Арвон (Arfon)
- Арлехвед (Arllechwedd)
- Динллайн, или Кантрев-Ллин (Dinllaen, Cantref Llŷn)
- Кимидмайн (Cymydmaen)
- Гавлогион (Gaflogion)
- Динодинг (Dunoding)
- Рос (Rhos)
- Ривониог (Rhufoniog)
- Дифрин-Клуйд (Dyffryn Clwyd)
- Тегейнгл (Tegeingl)

### Поуис
- Майлор (Maelor)
- Пенллин (Penllyn)
- Суйд-и-Вайн (Swydd y Waun)
- Арвистли (Arwystli)
- Мохнант (Mochnant)
- Кивейлиог (Cyfeiliog)
- Кайрэйнион (Caereinion)
- Мехайн (Mechain)
- Кедевайн (Cedewain)
- Гуртейрнион (Gwrtheyrnion)
- Эльвайл (Elfael)
- Майлиэнид (Maelienydd)
- Биэллт (Buellt)

### Дехейбарт
- Пенведиг (Penweddig)
- Ис-Айрон (Is Aeron)
- Ивх-Айрон (Uwch Aeron)
- Кемайс (Cemais)
- Пебидиог (Pebidiog)
- Рос (Rhos)
- Дейгледив (Deugleddyf)
- Пенвро (Penfro)
- Кантрев-Гвартав (Cantref Gwarthaf)
- Эмлин (Emlyn)
- Кантрев-Маур, или Большой Кантрев (Y Cantref Mawr)
- Кантрев-Бихан, или Малый Кантрев (Y Cantref Bychan)
- Эгиног (Eginog)